# Kabinett Kretschmann I
Das Kabinett Kretschmann I bildete nach der Landtagswahl in Baden-Württemberg 2011, bei der die bisherige Regierung aus CDU und FDP die Mehrheit verlor, vom 12. Mai 2011 bis zum 11. Mai 2016 die Landesregierung von Baden-Württemberg. Winfried Kretschmann führte eine grün-rote Koalition aus Bündnis 90/Die Grünen und SPD. Er ist der erste Ministerpräsident in Deutschland, der den Grünen angehört, und der neunte Regierungschef des 1952 gegründeten Landes Baden-Württemberg. Sieben Fachminister wurden von den Sozialdemokraten gestellt, vier Fachministerien und das Staatsministerium wurden von Grünen geleitet. Mitglieder der Regierung mit Stimmrecht waren des Weiteren eine Staatssekretärin und eine ehrenamtliche Staatsrätin, die beide den Grünen angehören. Dazu kamen drei politische Staatssekretäre, die nicht Mitglieder der Regierung waren, und ein Ministerialdirektor mit der Amtsbezeichnung Staatssekretär. Die Amtsträger wurden am 12. Mai 2011 im Landtag vereidigt.
Der Koalitionsvertrag trug den Titel „Der Wechsel beginnt“. Darin einigten sich Grüne und SPD auf folgende Ressortverteilung:
| Amt/Ressort | Foto | Name                                                                                  | Partei | Partei |
| --- | ---- | ------------------------------------------------------------------------------------- | ------ | ------ |
| Ministerpräsident |      | Winfried Kretschmann                                                                  |        | Grüne  |
| Stellvertretender Ministerpräsident und Minister für Finanzen und Wirtschaft                                                       |      | Nils Schmid                                                                           |        | SPD    |
| Ministerin im Staatsministerium |      | Silke Krebs (bis 18. März 2016)                                                       |        | Grüne  |
| Inneres |      | Reinhold Gall                                                                         |        | SPD    |
| Justiz |      | Rainer Stickelberger                                                                  |        | SPD    |
| Kultus, Jugend und Sport |      | Gabriele Warminski-Leitheußer (bis 7. Januar 2013) Andreas Stoch (ab 23. Januar 2013) |        | SPD    |
| Wissenschaft, Forschung und Kunst                                                                                                  |      | Theresia Bauer                                                                        |        | Grüne  |
| Arbeit und Sozialordnung, Familie, Frauen und Senioren                                                                             |      | Katrin Altpeter                                                                       |        | SPD    |
| Verkehr und Infrastruktur |      | Winfried Hermann                                                                      |        | Grüne  |
| Umwelt, Klima und Energiewirtschaft                                                                                                |      | Franz Untersteller                                                                    |        | Grüne  |
| Ländlicher Raum und Verbraucherschutz                                                                                              |      | Alexander Bonde                                                                       |        | Grüne  |
| Integration |      | Bilkay Öney                                                                           |        | SPD    |
| Minister für Bundesrat, Europa und internationale Angelegenheiten im Staatsministerium                                             |      | Peter Friedrich                                                                       |        | SPD    |
| Staatsrätin für Zivilgesellschaft und Bürgerbeteiligung                                                                            |      | Gisela Erler                                                                          |        | Grüne  |
| Staatssekretärin im Verkehrsministerium (Stimmrecht in der Regierung)                                                              |      | Gisela Splett                                                                         |        | Grüne  |
| Staatssekretär im Ministerium für Kultus, Jugend und Sport (kein Stimmrecht in der Regierung)                                      |      | Frank Mentrup (bis 1. März 2013) Marion von Wartenberg (ab 1. März 2013)              |        | SPD    |
| Staatssekretär im Ministerium für Finanzen und Wirtschaft (kein Stimmrecht in der Regierung)                                       |      | Ingo Rust (bis 31. Januar 2015) Peter Hofelich (ab 1. Februar 2015)                   |        | SPD    |
| Staatssekretär im Ministerium für Wissenschaft, Forschung und Kunst Baden-Württemberg (kein Stimmrecht in der Regierung)           |      | Jürgen Walter                                                                         |        | Grüne  |
| Staatssekretär im Staatsministerium (Ministerialdirektor mit der Amtsbezeichnung Staatssekretär, kein Stimmrecht in der Regierung) |      | Klaus-Peter Murawski                                                                  |        | Grüne  |